# Белый Бычок
Белый Бычок — река в России, на Кольском полуострове, протекает по территории Ловозерского района Мурманской области. Длина реки составляет 11 км.
Начинается на южном склоне горы Юмперуайв. Течёт в южном направлении по холмам, поросшим лесом. В низовьях порожиста. Устье реки находится в 38 км по левому берегу реки Кульйок на высоте 211 метров над уровнем моря.

## Данные водного реестра
По данным государственного водного реестра России относится к Баренцево-Беломорскому бассейновому округу, водохозяйственный участок реки — река Поной. Речной бассейн реки — бассейны рек Кольского полуострова и Карелии, впадает в Белое море.
Код объекта в государственном водном реестре — 02020000112101000005810.